# 蕭應禎
蕭應禎（16世紀—16世紀），字以賢，北直隸河間府靜海縣人，明朝政治人物。

## 生平
蕭應禎十四歲充弟子員，十八歲成廩生，是隆慶四年（1570年）的舉人，個性耿直不入官署，但待人謙和，多次參加會試落榜，晚年參與銓選，授常州通判，判案務實、不受常例，有廉明聲譽，改任開封通判，嚴定地方稅額，分毫不多取，得商民愛戴，後患病不能愈，家徒四壁，死後由同僚和朋友代為殮葬，子孫接連帶著金錢奔喪，才讓他的棺木歸葬，年七十七歲，入祀鄉賢祠。

## 引用
1. 1 2  同治《靜海縣志·卷十六·人物志》：蕭應禎，字以賢，年十四充弟子員，十八食餼，隆慶庚午以麟經中順天鄉試，性鯁介不入縣署，而接人謙和，屢躓春闈，晚年就銓任常州別駕，推鞠務得其平，常例卻而不受，廉聲遠著，後改開封府，嚴定稅額，分毫不妄取，商民愛戴焉，疾不起，四壁蕭然，僚友為舍殮，子孫挾貲踵至，櫬始得歸，享年七十有七，公舉入鄉賢祠。
2. ↑  光緒《重修天津府志·卷四十二·人物》：蕭應禎，字以賢，靜海人，隆慶庚午舉人，公車屢弗售，授常州別駕，推鞫務得其平，廉聲藉甚，改開封府，嚴定稅額，示於商曰：「吾不以禦暴而為暴也。」年七十七卒，祀鄉賢。 前志
3. ↑  民國《河北通志稿·卷三十三·明列傳一》：蕭應禎，字以賢，隆慶四年舉人，授常州通判，推鞫務得其平，廉聲甚著，陞開封知府，嚴定稅額，分毫不妄取，商民感戴，祀鄉賢祠。